# Podlesie (Lubaczów)
Podlesie (bis 11. März 1939 deutsch Reichau) ist eine Ortschaft mit einem Schulzenamt der Landgemeinde Lubaczów im Powiat Lubaczowski der Woiwodschaft Karpatenvorland in Polen.

## Geschichte
Bei der Ersten Teilung Polens kamen die Kammergüter der Stadt Lubaczów 1772 zum neuen Königreich Galizien und Lodomerien des habsburgischen Kaiserreichs (ab 1804).
Das Dorf entstand im Jahre 1783 im Zuge der Josephinischen Kolonisation auf dem Grund des Dorfes Basznia. Deutsche Kolonisten lutherischer Konfession wurden dort angesiedelt. Kurz darauf wurde dort kraft des Toleranzpatents eine lutherische Gemeinde gegründet, die der Evangelischen Superintendentur A. B. Galizien gehörte. Diese Pfarrgemeinde umfasste außer Reichau auch die Kolonien Eisingen, Deutschbach, Deutsch Smolin, Lindenau, Rehberg, Felsendorf und die Protestanten in der Stadt Oleszyce. Im Jahre 1856 wurde das evangelische Bethaus erbaut. Im Jahre 1857 entstanden die Filialgemeinden in Deutschbach, Felsendorf und Rehberg. Im Jahre 1875 gab es 50 Protestanten in Reichau.
Im Jahre 1900 hatte das Dorf Reichau 20 Häuser mit 148 Einwohnern, davon 101 deutschsprachig, 41 polnischsprachig, 6 ruthenischsprachig, 41 römisch-katholisch, 6 griechisch-katholisch, 2 Juden und 99 anderen Glaubens (überwiegend evangelisch).
1918, nach dem Ende des Ersten Weltkriegs und dem Zusammenbruch der k.u.k. Monarchie, kam Reichau zu Polen.
Im Jahre 1921 hatte das Dorf Reichau 21 Häuser mit 149 Einwohnern, davon 92 Polen, 45 Deutsche, 10 Juden, 2 Ruthenen, 91 katholisch, 46 evangelisch, 2 griechisch-katholisch.
Im Zweiten Weltkrieg gehörte es zuerst zur Sowjetunion und ab 1941 zum Generalgouvernement.
Von 1975 bis 1998 gehörte Podlesie zur Woiwodschaft Przemyśl.

## Sehenswürdigkeiten
- Evangelischer Friedhof (etwa 100 Grabsteine)

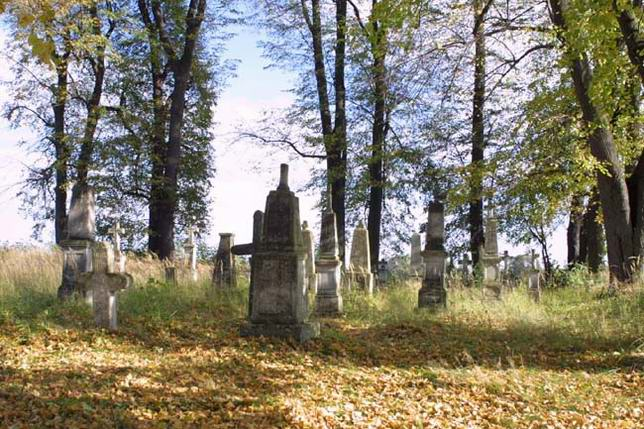
Evangelischer Friedhof